# Hipoestes
Hipoestes (lat. Hypoestes), biljni rod iz porodice primogovki smješten u tribus Justicieae, dio potporodice Acanthoideae. Sastoji se od 139 vrsta iz tropskog i suptropskog Starog svijeta i Australije. Opisan je u Prodromus Florae Novae Hollandiae 474. 1810. 

## Etimologija
Latinsko ime roda dolaszi od grčkog hypo (ispod) i estia (kuća), što se odnosi na prekrivenost čaške braktejama.

## Opis
Zeljasto bilje ili polugrmovi. Cvat aksilarni, štitasta skupina monohazičnih cima. Primarni brakteji lisnati. Čaška aktinomorfna; 4- ili 5-režnjeviti. Vjenčić 2 usne; usna u gornjem položaju 3-nazubljena s nejasnim rubom; usna u donjem položaju cijela ili izbočena. Plodni prašnici 2, 1-tekusni; staminodi 0. Pelud prolatna.
Vrstama ovog roda hrane se larve leptira Calaenorrhinus galenus.

## Vrste
1. Hypoestes acuminata Baker
2. Hypoestes aldabrensis Baker
3. Hypoestes andamanensis Thoth.
4. Hypoestes angusta Benoist
5. Hypoestes angustilabiata Benoist
6. Hypoestes anisophylla Nees
7. Hypoestes arachnopus Benoist
8. Hypoestes aristata (Vahl) Sol. ex Roem. & Schult.
9. Hypoestes axillaris Benoist
10. Hypoestes bakeri Vatke
11. Hypoestes betsiliensis S. Moore
12. Hypoestes bojeriana Nees
13. Hypoestes bosseri Benoist
14. Hypoestes brachiata Baker
15. Hypoestes calycina Benoist
16. Hypoestes cancellata Nees
17. Hypoestes canescens Hedrén & Thulin
18. Hypoestes capitata Boivin ex Benoist
19. Hypoestes carnosula Chiov.
20. Hypoestes catatii Benoist
21. Hypoestes caudata Benoist
22. Hypoestes celebica Bremek.
23. Hypoestes cernua Nees
24. Hypoestes chloroclada Baker
25. Hypoestes chlorotricha (Bojer ex Nees) Benoist
26. Hypoestes cinerascens Benoist
27. Hypoestes cinerea C. B. Clarke
28. Hypoestes cochlearia Benoist
29. Hypoestes comorensis Baker
30. Hypoestes comosa Benoist
31. Hypoestes complanata Benoist
32. Hypoestes confertiflora Merr.
33. Hypoestes congestiflora Baker
34. Hypoestes corymbosa Baker
35. Hypoestes cruenta Benoist
36. Hypoestes cumingiana Benth. & Hook. fil.
37. Hypoestes decaisneana Nees
38. Hypoestes decaryana Benoist
39. Hypoestes diclipteroides Nees
40. Hypoestes discreta S. Moore
41. Hypoestes ecbolioides I. Darbysh.
42. Hypoestes egena Benoist
43. Hypoestes elegans Nees
44. Hypoestes elliotii S. Moore
45. Hypoestes erythrostachya Benoist
46. Hypoestes fascicularis Nees
47. Hypoestes fastuosa (L.) Sol. ex Roem. & Schult.
48. Hypoestes flavescens Benoist
49. Hypoestes flavovirens Benoist
50. Hypoestes flexibilis Nees
51. Hypoestes floribunda R. Br.
52. Hypoestes forskaolii (Vahl) R. Br.
53. Hypoestes glandulifera Scott Elliot
54. Hypoestes gracilis Nees
55. Hypoestes halconensis Merr.
56. Hypoestes hastata Benoist
57. Hypoestes hirsuta Nees
58. Hypoestes humbertii Benoist
59. Hypoestes humifusa Benoist
60. Hypoestes incompta Scott Elliot
61. Hypoestes inconspicua Balf. fil.
62. Hypoestes isalensis Benoist
63. Hypoestes jasminoides Baker
64. Hypoestes juanensis Benoist
65. Hypoestes kjellbergii Bremek.
66. Hypoestes kuntzei C. B. Clarke ex Ridl.
67. Hypoestes laeta Benoist
68. Hypoestes lanata Dalzell
69. Hypoestes larsenii Bremek.
70. Hypoestes lasioclada Nees
71. Hypoestes lasiostegia Nees
72. Hypoestes leptostegia S. Moore
73. Hypoestes longilabiata Scott Elliot
74. Hypoestes longispica Benoist
75. Hypoestes longituba Benoist
76. Hypoestes loniceroides Baker
77. Hypoestes macilenta Benoist
78. Hypoestes maculosa Nees
79. Hypoestes malaccensis Wight
80. Hypoestes mangokiensis Benoist
81. Hypoestes merrillii C. B. Clarke ex Elmer
82. Hypoestes mindorensis Merr.
83. Hypoestes mollior C. B. Clarke ex S. Moore
84. Hypoestes mollissima (Vahl) Nees
85. Hypoestes multispicata Benoist
86. Hypoestes nummularifolia Baker
87. Hypoestes obtusifolia Baker
88. Hypoestes oppositiflora Benoist
89. Hypoestes oxystegia Nees
90. Hypoestes palawanensis C. B. Clarke
91. Hypoestes parvula Benoist
92. Hypoestes perrieri Benoist
93. Hypoestes phyllostachya Baker
94. Hypoestes poilanei Benoist
95. Hypoestes poissonii Benoist
96. Hypoestes polythyrsa Miq.
97. Hypoestes populifolia Miq.
98. Hypoestes potamophila Heine
99. Hypoestes psilochlamys Bremek.
100. Hypoestes pubescens Balf. fil.
101. Hypoestes pubiflora T. Anderson ex Baron
102. Hypoestes pulchra Nees
103. Hypoestes purpurea (L.) R. Br.
104. Hypoestes radicans Deflers
105. Hypoestes richardii Nees
106. Hypoestes rodriguesiana Balf. fil.
107. Hypoestes rosea Beauverd
108. Hypoestes saboureaui Benoist
109. Hypoestes salajeriana Bremek.
110. Hypoestes salensis Benoist
111. Hypoestes saxicola Nees
112. Hypoestes scoparia Benoist
113. Hypoestes serpens (Vahl) Sol. ex Roem. & Schult.
114. Hypoestes sessilifolia Baker
115. Hypoestes setigera Benoist
116. Hypoestes sparsiflora R. M. Barker
117. Hypoestes spicata Nees
118. Hypoestes stachyoides Baker
119. Hypoestes stenoptera Benoist
120. Hypoestes strobilifera S. Moore
121. Hypoestes subcapitata C. B. Clarke
122. Hypoestes taeniata Benoist
123. Hypoestes tenuifolia Ridl.
124. Hypoestes tenuis Merr.
125. Hypoestes tetraptera Benoist
126. Hypoestes teucrioides Nees
127. Hypoestes teysmanniana Miq.
128. Hypoestes thomsoniana Nees
129. Hypoestes transversa Benoist
130. Hypoestes trichochlamys Baker
131. Hypoestes triflora (Forssk.) Roem. & Schult.
132. Hypoestes tubiflora Benoist
133. Hypoestes unilateralis Baker
134. Hypoestes urophora Benoist
135. Hypoestes vagabunda Benoist
136. Hypoestes vidalii C. B. Clarke
137. Hypoestes viguieri Benoist
138. Hypoestes warpurioides Benoist
139. Hypoestes zamboangensis Pelser